# 小行星6333
小行星6333（英語：6333 Helenejacq）是一颗围绕太阳公转的小行星。1992年6月3日，G. J. Leonard在帕洛马山发现了此天体。
这颗小行星的绝对星等为83.36351等。